# Theretra callicosta
Theretra callicosta är en fjärilsart som beskrevs av Ménétriés 1857. Theretra callicosta ingår i släktet Theretra och familjen svärmare. Inga underarter finns listade i Catalogue of Life.